# Mindark
Mindark är ett företag i Göteborg, grundat 1999, vars enda produkt är ett datorspel vid namn Project Entropia, nuvarande Entropia Universe.

## Historik
Företaget började 1997 som ett projekt av Jan Welter som tillsammans med några kollegor ville skapa en plattform för en tredimensionell värld på Internet. 1999 flyttades projektet, kallat Project Entropia, till ett eget företag med namnet Mindark AB. I början av 2003 ansågs produkten vara färdig att släppas, men en av de större investerarna hoppade av. På grund av detta var företagets styrelse tvungna att ansöka om konkurs.
Några av företagets högre ansvariga såg en potential i Project Entropia och köpte tillbaka operationen från konkursförvaltaren i april 2003. Många anställda valde också att följa med och företaget Mindark PE AB bildades.